# Corrupción en Guinea Ecuatorial
La corrupción política en Guinea Ecuatorial es alta según los estándares mundiales y se considera una de las peores de cualquier país del mundo. Se ha descrito como "una cleptocracia casi perfecta" en la que la escala de corrupción sistémica y la indiferencia de los gobernantes hacia el bienestar del pueblo la sitúan al final de todos los principales indicadores o clasificaciones de gobernanza, por debajo de naciones con PIB per cápita similares.
"Pocos países simbolizan más la corrupción y el nepotismo impulsados por el petróleo que Guinea Ecuatorial", escribió Jan Mouawad en The New York Times en julio de 2009. Su sistema de corrupción, según la Open Society Foundations (OSF), es "incomparable en su descaro". Este gobierno está controlado por un grupo limitado de individuos poderosos que desvían la mayor parte de los ingresos del país hacia sus propias cuentas bancarias clandestinas en otras naciones. La corrupción en Guinea Ecuatorial está tan arraigada, según ha afirmado el académico Geoffrey Wood, que puede clasificarse como un Estado criminal.
Esta situación es especialmente dramática debido en gran parte a la enorme escala de los ingresos del país provenientes del petróleo y otros recursos naturales. The Guardian señaló que la nación es enormemente rica debido a sus vastas reservas de petróleo, pero que esa riqueza está concentrada en manos de una minoría de élite. A pesar de su PIB per cápita de 18.236 dólares –lo que lo hace más rico que la mayoría de los países africanos y lo sitúa por debajo de la República Popular China–, Guinea Ecuatorial ocupa el puesto 145 entre 189 países en el Índice de desarrollo humano, medida de calidad de vida. Si bien el pueblo de Guinea Ecuatorial técnicamente tiene un PIB per cápita similar al de China, la gran mayoría vive en una pobreza peor que la de Afganistán o Chad, según Arvind Ganesan de Human Rights Watch en 2009, atribuyendo esta disparidad a la corrupción, la incompetencia y la corrupción del gobierno, desprecio por el bienestar de su propio pueblo. La mayoría de la población de Guinea Ecuatorial sigue sumida en la más absoluta pobreza, sin acceso a la atención sanitaria ni a la educación. Mientras tanto, cualquier crítica a la clase dominante es inexistente debido al uso de la fuerza y la intimidación por parte del gobierno para silenciar a la oposición.
Sasha Lezhnev, de Global Witness, señaló en 2008 que el gobierno obtiene ingresos petroleros de miles de millones al año, mientras que la población vive con menos de 1 dólar al día. Se dice que el presidente Teodoro Obiang tiene control sobre las reservas de petróleo y el gobierno, afirmó Ganesan, y en consecuencia, el inmensamente rico tesoro del país es "un cajero automático privado para unos pocos" en lugar de usarse para algún beneficio público. Según el Financial Times, los diplomáticos extranjeros bromean diciendo que Guinea Ecuatorial es una empresa familiar que ocupa un asiento en la ONU. La nación es conocida entre los empresarios extranjeros por tener un entorno pobre para los negocios y las inversiones. El individuo que más se ha asociado en los medios internacionales con la corrupción de los líderes de Guinea Ecuatorial es Teodorín Nguema Obiang, un hijo del presidente cuyo lujoso estilo de vida en el sur de California, París y otros lugares ha aparecido en los titulares y ha sido blanco de investigaciones por parte de Estados Unidos y autoridades francesas, entre otras.
Debido a los niveles de corrupción, el país siempre se ubica cerca del final del Índice de percepción de la corrupción de Transparencia Internacional (TI). En 2023, solo ocho países estaban por debajo en una escala de 180 países en todo el mundo, donde se percibe que el país clasificado más alto tiene el sector público más honesto. Sólo dos países ocuparon un lugar inferior en el África subsahariana. Es la única nación del mundo desde 2008 que ha recibido una puntuación de "cero" en transparencia presupuestaria. En 2008, un informe del Departamento de Estado de Estados Unidos indicó que los funcionarios de Guinea Ecuatorial frecuentemente participan en corrupción y prácticas ilegales con impunidad. En 2014, el país recibió una puntuación de cero en el Índice de Presupuesto Abierto de TI. De 1996 a 2013, la Unidad de Inteligencia Económica le dio al país una puntuación de 0,0 en "control de la corrupción". En el Índice de Gobernanza de Recursos del Instituto Nacional de Gobernanza de Recursos, Guinea Ecuatorial recibió una puntuación de "suspenso" de 13/100, ubicándose en el puesto 56 entre 58 países. En "prácticas de presentación de informes", recibió una puntuación de 14/100, ubicándose en el puesto 55.
En 2011, Freedom House colocó a Guinea Ecuatorial en su categoría de "peor de lo peor" por gobiernos que violan los derechos humanos y las libertades civiles, que también incluye a Corea del Norte, Sudán y Turkmenistán. En su informe mundial de 2014, Human Rights Watch (HRW) afirmó: "La corrupción, la pobreza y la represión continúan plagando a Guinea Ecuatorial. ... Los enormes ingresos del petróleo financian estilos de vida lujosos para la pequeña élite que rodea al presidente, mientras que una gran proporción de la población sigue viviendo en la pobreza. Persisten la mala gestión de los fondos públicos y las acusaciones creíbles de corrupción de alto nivel, al igual que otros abusos graves, como la detención arbitraria, la detención secreta y los juicios injustos."

## Sistema de corrupción

### Nepotismo
Este sistema de corrupción ha existido más o menos en su forma actual desde principios de la década de 1980, cuando el gobierno se apoderó de tierras agrícolas en la isla de Bioko que pertenecían principalmente a propietarios españoles y portugueses y las redistribuyó entre miembros del grupo Nguema/Mongomo.

#### El grupo Nguema/Esangui

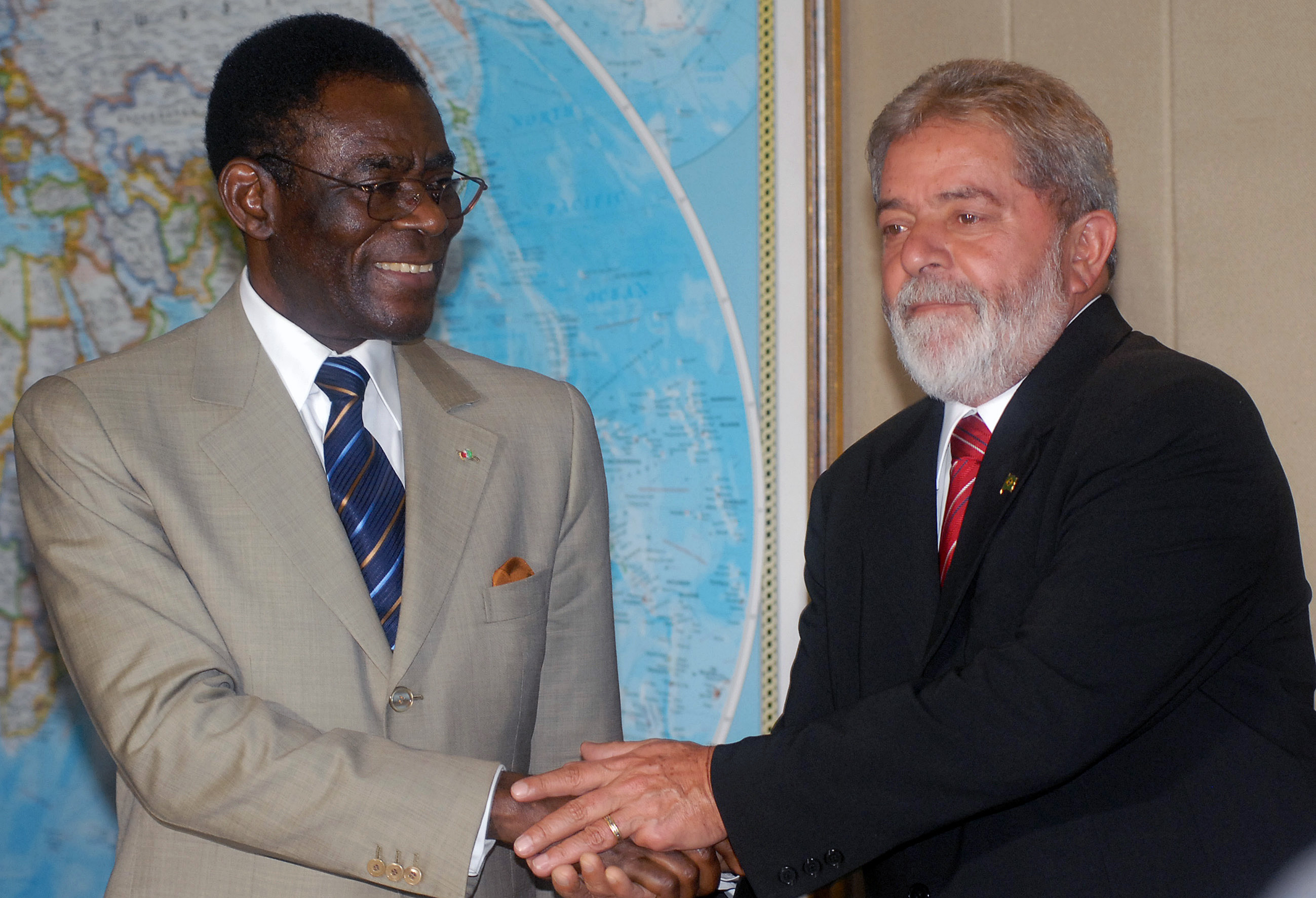
Teodoro Obiang Nguema con el entonces presidente de Brasil, Luiz Inácio Lula da Silva.

La corrupción en Guinea Ecuatorial se lleva a cabo mediante un elaborado sistema que es competencia exclusiva del Presidente Obiang y su círculo, conocidos colectivamente como "el grupo Nguema/Esangui". Los miembros de este grupo desvían ingresos de los recursos naturales de Guinea Ecuatorial, incluidas la tierra y los hidrocarburos, a sus propias cuentas privadas.
El sistema de corrupción de Guinea Ecuatorial ha sido llamado "una red fluida y que se refuerza a sí misma de poder político, económico y legal", mediante la cual los miembros del grupo Nguema/Esangui emplean el poder del gobierno para enriquecerse. Su creciente riqueza les permite, a su vez, financiar cada vez más eficientemente su maquinaria política que subvierte y socava la oposición efectiva mediante la represión, la intimidación, la violencia y el soborno. Mientras tanto, el dominio del sistema legal por parte del grupo les permite hacer que su apropiación indebida de riqueza parezca legal.
Varias fuentes indican que existen graves tensiones dentro del grupo, con una considerable competencia por el poder y los favores.

### Cuentas bancarias extranjeras y empresas fantasma
Entre 1995 y 2004, gran parte del dinero extorsionado al pueblo de Guinea Ecuatorial por el grupo Nguema/Mongomo fue depositado en el Riggs Bank en Washington D. C. Según Human Rights Watch, el Riggs era consciente del nivel de corrupción y de las preocupaciones en materia de derechos humanos en el país.
Una investigación del Senado de Estados Unidos en 2004 determinó que la cuenta de ingresos petroleros de Guinea Ecuatorial en el Banco Riggs estaba controlada por tres personas: el presidente Obiang, el dictador con más años de servicio en África; su hijo Gabriel Mbega Obiang Lima (que es ministro de Minas); y su sobrino, Melchor Esono Edjo (que es secretario de Estado de Hacienda y Presupuesto). Se requirieron dos firmas, la del presidente y la de su hijo o sobrino, para retirar fondos de la cuenta. Entre 2000 y 2003, se transfirieron alrededor de 34 millones de dólares desde esa cuenta a cuentas bancarias extranjeras mantenidas por corporaciones pantalla; por ejemplo, una cuenta en el Banco Santander de España, propiedad de Kalunga SA, una empresa registrada en Panamá, y una cuenta en HSBC Luxemburgo, propiedad de Apexside Trading Ltd. Las investigaciones realizadas por una ONG española y por Open Society Justice Initiative mostraron que millones de dólares de la cuenta Kalunga se gastaron en propiedades en España compradas a nombre del presidente Obiang y otros altos funcionarios, ex altos funcionarios y familiares de Obianga.

### Expropiaciones posteriores
Desde entonces, el gobierno ha expropiado otras tierras valiosas, en su mayoría casas de ecuatoguineanos pobres y de clase media. Miles de personas han sido víctimas de estos embargos, de los que muy pocos son indemnizados y ante los cuales no tienen ningún recurso legal. Muchos de los que han protestado contra estas expropiaciones han sido maltratados e intimidados por soldados o policías. Oficialmente, estas tierras están expropiadas para fines públicos, pero en realidad han acabado en manos de miembros del grupo Nguema/Esangui, que han construido viviendas o negocios en las propiedades. En 2003, por ejemplo, Le Temps (Ginebra) informó sobre un pueblo en el que 75 personas vivían en la más absoluta pobreza y habían sido desarraigadas por el régimen de sus hogares, que habían sido utilizados para construir una fábrica de metanol sin compensación ni disculpas. Un informe de Amnistía de 2013 afirmaba que más de 1.000 familias en el país habían sido expulsadas por la fuerza de sus hogares para que el gobierno pudiera construir carreteras, casas y hoteles de lujo y centros comerciales. Muchas de las casas demolidas estaban en perfecto estado y la gran mayoría de quienes vivían allí tenían títulos de propiedad. A pesar de las promesas del gobierno de reubicar a las víctimas en nuevos hogares, hasta la fecha nadie ha recibido ninguna compensación.

### Explotación de recursos naturales
En la década de 1990 se descubrió petróleo y gas natural en las aguas frente a Guinea Ecuatorial. La "fiebre del petróleo" comenzó en 1995 cuando ExxonMobil comenzó a trabajar en el campo Zafiro; poco después, Hess y Marathon Petroleum también comenzaron a explotar las reservas de gas natural del país. En 2005, Guinea Ecuatorial era el tercer mayor productor de petróleo del África subsahariana, después de Nigeria y Angola. Sin embargo, a pesar de que el negocio del petróleo y el gas ha prosperado, la mayoría de los ecuatoguineanos han seguido manteniéndose mediante la agricultura de subsistencia y han vivido casi exclusivamente fuera de la economía monetaria de la nación. Esto se debe a que las autoridades gubernamentales han utilizado su poder político para limitar la participación en la explotación de los recursos naturales del país a ellos mismos y a otros miembros del grupo Nguema/Mongomo, otorgando licencias y aprobaciones comerciales sólo a unos pocos elegidos. Las agencias que proporcionan empleo en estas empresas también son propiedad de miembros del grupo, y la concesión de dichos empleos también está limitada de manera similar.

### Otras formas de corrupción
Otros medios por los que los miembros del grupo Nguema/Mongomo se enriquecen incluyen coinversiones "amorosas" con empresas extranjeras (acuerdos con condiciones tan favorables que lógicamente no se pueden dejar pasar), contratos amañados, sobornos de empresas extranjeras al grupo Nguema/Mongomo, y acuerdos de monopolio para todas las empresas Nguema/Mongomo involucradas en la industria del petróleo y el gas.
Por ejemplo, una investigación del Senado estadounidense señaló que Mobil, en 1998-99, había vendido una participación del 15% en una empresa conjunta, Mobil Oil Guinea Ecuatorial (MOGE), a la empresa Socio Abayak, SA, propiedad de Obiang, por 2.300 dólares. En 2004, las participaciones en MOGE de Abayak valían 645.000 dólares. ExxonMobil no pudo explicar la venta a los investigadores del Senado. Otra empresa, Marathon, ha pagado a Obiang más de 2 millones de dólares por el terreno. Amerada Hess pagó a funcionarios del gobierno y a sus familiares casi 1 millón de dólares por arrendamientos de edificios. De las 28 propiedades que Hess alquiló en Guinea Ecuatorial, 18 eran propiedad de miembros de la familia Obiang y personas relacionadas con la familia. Representantes tanto de Hess como de ExxonMobil dijeron a los investigadores del Senado estadounidense que habían comprado sus servicios de seguridad en Guinea Ecuatorial, a precios no negociables, a la Sociedad Nacional de Vigilancia (Sonavi), propiedad del hermano de Obiang, Armengol Ondo Nguema, y que a habido un monopolio de los servicios de seguridad en el país.
A partir de 2009, según el Departamento de Estado de Estados Unidos, la mayoría de los ministros de Guinea Ecuatorial también operan negocios combinados con sus responsabilidades gubernamentales. Por ejemplo, el ministro de Justicia es propietario de su propio bufete de abogados privado, mientras que el ministro de Transportes y Comunicaciones era director del consejo de administración de la empresa y poseía acciones tanto de la aerolínea paraestatal como de la compañía telefónica nacional. Además, en 2008, cuando el gobierno comenzó a distribuir fondos para proyectos sociales para el fondo de desarrollo social (SDF), un mecanismo de desarrollo creado conjuntamente con inversionistas extranjeros para promover una cultura de transparencia y apertura, un ministro supuestamente eligió su propia empresa para recibir fondos, en lugar de cualquier empresa postora. También se supo que el ministro ni siquiera había presentado una oferta propia. El ministro defendió sus acciones afirmando que su empresa tenía derecho a recibir dinero del SDF.

## Miembros del grupo Obiang Nguema/Esangui

### Presidente Obiang
El presidente ha sido criticado por llevar una vida de lujo fastuoso y absurdo que genera un desperdicio considerable. Tiene seis aviones personales, domicilios en Ciudad del Cabo, París, Madrid, Las Palmas de Gran Canaria y Maryland, y cuentas bancarias en numerosos países, incluidos Francia y Suiza. Compró una residencia de 2,6 millones de dólares en Potomac, Maryland, en 1999. Un memorando de 2001 señalaba la venta por parte de Obiang de dos propiedades en España por 5 millones de dólares, que fueron depositados en el Banco Riggs.

### Constancia Mangue
La llamada "esposa mayor" de Obiang, Constancia Mangue (tiene cinco esposas), quien es considerada primera dama, es ministra de Salud y Acción Social. Compró su propia residencia por valor de 1,15 millones de dólares en Potomac, Maryland, que no debe confundirse con la casa de su marido en la misma ciudad. En un momento dado, cinco cuentas y tres certificados de depósito en el Riggs Bank estaban a nombre de Constancia, y ExxonMobil realizó varios pagos en estas cuentas. Andrew P. Swiger, de ExxonMobil, dijo a los investigadores que su empresa era copropietaria de la empresa de energía Obiang, Abayak, junto con Constancia, quien, según dijo, recibía el 15 por ciento de todos los ingresos de Abayak.
Una empresa llamada Nusiteles, GE, fundada en 2000 para proporcionar servicios telefónicos e informáticos a nivel nacional, es en parte propiedad de los Obiang a través de Abayak, y en parte de otros altos funcionarios ecuatoguineanos. En 2004, Abayak es la única empresa constructora en toda Guinea Ecuatorial.
El presidente y la primera dama también poseen dos clínicas llamadas Virgen de Guadalupe, como salió a la luz en enero de 2009 cuando una pareja paraguaya que había trabajado en las clínicas fue arrestada en enero de 2009 por robar 6,1 millones de euros en efectivo, joyas y otros objetos de valor.
En octubre de 2013, según una fuente de noticias española, Contancia Mangue y Cristina Lima, otra de las esposas de Obiang, tuvieron una acalorada discusión durante una cena con Obiang. Mangue acusó a Lima, quien fue descrita como la segunda dama del país, de no hacer nada para ayudar a las mujeres del país. A cambio, Lima acusó a Mangue de saquear la riqueza de la nación. Según se informa, Obiang intervino varias veces y dijo a sus esposas que se fueran a sus lugares de origen.

### Gabriel Mbaga Obiang Lima
Otro hijo de Obiang, Gabriel (Gabi) Mbaga Obiang Lima, es ministro de Minas, Industria y Energía y tiene el poder de concertar concesiones petroleras. Lima, cuya madre es la segunda esposa de Obiang, Celestine Lima, ha sido llamada el "señor y amo" de la industria petrolera de Guinea Ecuatorial. Controla la producción de medio millón de barriles de petróleo por día y viaja con frecuencia a países como Angola, Malasia, Francia, China, Estados Unidos, Canadá, Brasil, Gran Bretaña, Suiza y Trinidad y Tobago, donde tiene lucrativos negocios, socios y, en algunos casos, cuentas bancarias numeradas y cajas de seguridad. Un artículo de 2012 en una fuente de noticias española lamentó que la amplia atención de los medios otorgada a la corrupción de Teodorín había eclipsado la investigación de las autoridades españolas sobre el lavado de dinero de Gabi en España y su compra de varias propiedades en ese país.

### Cándido Nsue Okomo
Hasta principios de 2015, Cándido Nsue Okomo, hermano de la primera dama, se desempeñó como director de la compañía petrolera estatal GEPetrol. Los ejecutivos petroleros extranjeros se quejaron de que Okomo les hacía exigencias ridículas e imposibles y obstaculizaba las inversiones. El Centro de Investigación sobre Corporaciones Multinacionales, con sede en los Países Bajos, señaló que el presidente Obiang y su familia tienen intereses personales en GEPetrol y que Transparencia Internacional le dio a GEPetrol una puntuación baja por su transparencia en su informe de ingresos de 2008, lo que indica que la empresa es muy poco transparente. Okomo es ahora ministro de Juventud y Deportes.

### Ruslan Obiang
Ruslan Obiang, hijo del presidente, es ministro de deportes de Guinea Ecuatorial y presidente de un importante club de fútbol, los "Panthers". Ha vivido en España, donde animó a empresas a hacer negocios en su país. Varios empresarios españoles se han quejado de las consecuencias de estos acuerdos. Un español que había pagado 200.000 dólares para conseguir un contrato para construir estadios de fútbol describió un sistema que implicaba sobornos en todo momento. Sin embargo, después de pagar sobornos durante años, su trato finalmente se vino abajo cuando se negó a pagar más sobornos a Ruslan Obiang y sus asociados. El empresario criticó los negocios en el país y afirmó que los funcionarios explotan la mayor cantidad de dinero posible hasta que se trasladan a otro contratista. El empresario también señaló que había sido amenazado en varias ocasiones, tanto con violencia como con cargos falsos de violación que podrían haber acarreado su encarcelamiento. Su informe afirmaba que no hay vía para la justicia en la nación, ya que "[l]a corrupción es absoluta y endémica; no hay nadie a quien recurrir". Después de que el acuerdo fracasara, uno de sus socios comerciales fue visitado en su casa de Portugal por hombres vestidos con trajes oscuros que apostaron afuera de su casa durante varios días como amenaza y luego lo visitaron en su oficina. Allí le advirtieron que si denunciaba su historia a los medios o a cualquier autoridad habría consecuencias. Concluyó: "Firmas un contrato con el hijo del presidente y crees que vale algo. No tienes idea de lo que te va a pasar. Tuvimos que huir del país. Temíamos por nuestras vidas".

### Ricardo Mangue Obama Nfubea
Ricardo Mangue Obama Nfubea se convirtió en primer ministro en 2006 y prometió luchar contra la corrupción. Sin embargo, sus supuestos esfuerzos casi no han tenido ningún impacto en la corrupción en el país.

### Emilio Oñebula
Un empresario extranjero se quejó de que sus dificultades para hacer negocios en Guinea Ecuatorial sólo empeoraron cuando tuvo que tratar con Emilio Oñebula, un alto funcionario del Ministerio de Deportes: "Todo es tan fácil que uno cae en la trampa. Mientras estés pagándoles, no te dejan en paz ni un momento. Al principio pensé que así era como hacían las cosas, pero luego me di cuenta de que simplemente te estaban vigilando. Si salías solo, se enojaban. Nos vigilaron todo el tiempo".

### Teodorín Obiang
Teodoro Nguema Obiang, conocido como Teodorín, es el hijo mayor del presidente y fue durante muchos años ministro de Bosques del país. Se le ha llamado sardónicamente "el ministro de agricultura y silvicultura más rico del mundo". A través de su empresa de propiedad exclusiva Grupo Sofana y su filial Somagui Forestal, Teodorín poseía, y aún puede poseer, "derechos exclusivos de explotación y exportación de madera en Guinea Ecuatorial". Teodorín también es propietario de la única estación de televisión del país, así como de Radio Asonga, la principal estación de radio del país. En mayo de 2012, fue destituido del ministerio y se le otorgó el título de "segundo vicepresidente", cargo que no se menciona en la constitución de la nación, y fue puesto a cargo de la seguridad del estado.
El heredero aparente de la presidencia, Teodorín, ha sido descrito como "fantásticamente corrupto" y un exfuncionario de inteligencia estadounidense lo ha llamado "un idiota inestable e imprudente". Su estilo de vida, que ha sido caracterizado por Foreign Policy como una "vida de playboy surrealista", ha sido el foco de atención de los medios de comunicación en todo el mundo, convirtiéndolo en la personificación de la corrupción del régimen de Obiang.
Un artículo de 2009 en The New York Times afirmó que los funcionarios estadounidenses creían que la gran mayoría de los activos de Teodorin derivaban "de la corrupción relacionada con las extensas reservas de petróleo y gas descubiertas hace más de una década y media frente a las costas de su pequeño país de África Occidental." Otra fuente de riqueza de Teodorín, según el artículo, era un impuesto sobre la madera, cuyos pagos se le hacían directamente a él. El Departamento de Justicia también sugirió que Teodorín podría estar aceptando sobornos o pagos de extorsión por parte de compañías petroleras. Investigaciones posteriores realizadas por el Senado de los Estados Unidos y otros organismos (ver más abajo) establecieron muchas de las fuentes de su riqueza y descubrieron detalles de sus gastos personales.
Teodorín "saqueó descaradamente a su gobierno y extorsionó las empresas de su país para sustentar su lujoso estilo de vida, mientras muchos de sus conciudadanos vivían en la pobreza extrema", dijo la fiscal general adjunta de Estados Unidos, Leslie Caldwell, en 2014. Aunque el salario anual de Teodorín era de unos 100.000 dólares, había conseguido "mediante sobornos, comisiones ilícitas, malversación y extorsión" acumular una fortuna de más de 300 millones de dólares, incluidos importantes activos estadounidenses que poseía y adquiría a través de empresas fantasma y de terceros.
El Departamento de Justicia de Estados Unidos ha acusado a Teodorín de llevar a cabo "esquemas de corrupción" y cobrar a las empresas comisiones ilegales. Además, lo acusó de extorsionar a la francesa Isoroy, a la española ABM y a la italiana Agroforestal. "Amenazó a las empresas madereras, entre ellas Isoroy y ABM, que se negaron a satisfacer sus exigencias de pago", según la acusación. Un empresario español dijo a El País en 2013 que él y sus socios comerciales habían dirigido varias empresas en Malabo y Bata entre 2009 y 2011, y que simplemente para reunirse con Teodorín en su casa de París para hacer los arreglos necesarios requería el pago de un llamado "royalty de intenciones" de 40.000 a 100.000 euros. Además, el gobierno obligó a los empresarios extranjeros a dejar atrás la maquinaria cuando terminaran con ella para que el gobierno pudiera conservarla. "Si no aceptas", dijo el empresario, "sabes que terminarás en la prisión de Playa Negra".
Otro empresario español, que supervisó las operaciones de ABM en Guinea Ecuatorial entre 1995 y 1997, dijo que Teodorín "nos llamaba para que fuéramos a su oficina, lo que significaba ir con traje y corbata. Te hacía esperar cinco horas y luego aparecía en pantalones cortos". Luego te decía cuánto quería que le pagaras y que tenías una semana para hacerlo, diciendo: "Si no pagas, confiscaremos la maquinaria y daremos tu concesión a los chinos". Tuvimos que huir del país. Él pedía millones. Los únicos que se quedaron fueron los que le pagaban". Otra empresa española, que se vio obligada a trabajar con una empresa local en cuyo consejo de administración estaba Teodorín, "tuvo que pagar comisiones en cada etapa del camino" y se enfrentó "con permisos y otros obstáculos"; Después de que la empresa llenó un almacén con madera, un miembro de la empresa fue arrestado y encarcelado bajo cargos falsos de violación, aparentemente una forma estándar de tratar a los empresarios extranjeros. "Cogió malaria y tuvo fiebre. ... A cambio de que se le permitiera irse, tuvo que aceptar dejar todo su dinero y el almacén de madera."
En marzo de 2014, Roberto Berardi, un empresario italiano que se asoció con Teodorin en una empresa constructora, cumplía una condena de 28 meses en la prisión de Bata tras ser declarado culpable de los cargos de apropiación indebida presentados por Teodorin; Bernardi ha dicho que "fue encarcelado injustamente luego de exigir explicaciones a Teodorín por el hecho de que su empresa, Eloba Construcción SA, fuera nombrada en la investigación estadounidense contra el vicepresidente".

#### Actividades en Estados Unidos
En 1991, Teodorín, que entonces tenía 22 años, se matriculó en un curso de inglés en la Universidad Pepperdine de Malibú. Walter International, una empresa energética estadounidense con participación en los campos marinos de Guinea Ecuatorial, acordó pagar su matrícula de 3.400 dólares y sus gastos de manutención. Teodorin rechazó el dormitorio y en su lugar "cambió entre dos residencias fuera del campus: una casa de alquiler en Malibú y una suite en el hotel Beverly Wilshire. Rara vez asistía a clases, y en cambio pasaba gran parte de su tiempo comprando en Beverly Hills. Teodorín abandonó el programa después de cinco meses; la cuenta de Walter International llegó a unos 50.000 dólares."
De 2004 a 2008, abogados, banqueros y agentes inmobiliarios y de depósitos en garantía estadounidenses ayudaron a Teodorin a mover más de 110 millones de dólares a través de cuentas bancarias estadounidenses.
De 1998 a 2006, fue propietario de una mansión en una finca de 16 acres en 3620 Sweetwater Mesa Road, en la comunidad privada cerrada de Serra Retreat en Malibú. Era propietario de la casa a través de su empresa Sweetwater Mesa LLC, que en abril de 2006 vendió esta propiedad a otra de sus empresas fantasma, Sweetwater Malibu LLC (también es propietario de una empresa llamada Sweetwater Management Inc.). El precio de compra de 35 millones de dólares la convirtió en la sexta compra de vivienda más costosa en los EE. UU. en 2006. También fue la compra de vivienda más cara en California en 2006. La finca incluye dos casetas de vigilancia. "Un largo camino bordeado de árboles va desde la puerta principal de la finca, pasa por un patio de automóviles con fuentes y desciende hasta una mansión de 15.000 pies cuadrados con ocho baños y el mismo número de chimeneas", informó Foreign Policy en 2011. "Los terrenos dan al Océano Pacífico y cuentan con piscina, cancha de tenis, campo de golf de cuatro hoyos y las estrellas de Hollywood Mel Gibson, Britney Spears y Kelsey Grammer como vecinos". A lo largo de los años, una docena de ex empleados de su propiedad en Malibú lo demandaron por salarios impagos, horas extras y gastos. Describieron un estilo de vida consistente en "atracones" de drogas ... chicas de servicio de acompañantes, conejitas de Playboy e incluso un tigre". Un ex empleado dijo: "Nunca lo vi realizar nada que pareciera un trabajo. ... Sus días consistían enteramente en dormir, ir de compras y salir de fiesta."
Las compañeras de Teodorin en el sur de California incluyen a una actriz porno, ex Playmate del mes de Playboy, y una rapera y actriz ganadora de un Grammy llamada Eve, a quien nombró presidenta, tesorera y directora financiera de una de sus empresas fantasma, Sweet Pink. También consiguió invitadas a fiestas de agencias de acompañantes. En 2005, pagó 700.000 dólares para alquilar un yate a Paul Allen de Microsoft para una fiesta. En 2009 pasó un mes en Maui, voló hasta allí en su Gulfstream V, alquiló otro avión para los empleados y también trajo acompañantes, coches deportivos y una lancha rápida.
En un momento, habitualmente llevaba hasta 1 millón de dólares en efectivo a Estados Unidos y siempre tenía una bolsa llena de billetes nuevos de 100 dólares. Se ha alojado en la suite presidencial de 5.000 dólares la noche en el Four Seasons de Las Vegas y también ha pasado tiempo en Miami y Palm Beach, además de lugares fuera de Estados Unidos como Bermudas, Niza y París.
Teodorin poseía y dirigía TNO Records y TNO Entertainment, que produjeron dos discos de techno en 2003. También lanzó una canción de rap, "No Better Than This", de Won-G Bruny.
Un artículo de 2009 en The New York Times informó que, a partir de ese momento, Teodorín visitaba con frecuencia Estados Unidos, viajando con pasaporte diplomático.
Además de la casa de Malibú, Teodorin también pagó 6,5 millones de dólares en 2001 por una casa en la sección Bel-Air de Los Ángeles, pero nunca se mudó allí. La casa estaba en Antelo Road, frente a la residencia de la actriz Farrah Fawcett.
Intentó comprar un apartamento de lujo en la Quinta Avenida de Manhattan, pero la asociación de propietarios se lo prohibió.
Los investigadores del Senado descubrieron que gastó 59.850 dólares en alfombras, 58.000 dólares en un cine en casa y 1.734,17 dólares en un par de copas de vino.
En un momento dado fue propietario de 32 motocicletas y automóviles en California, entre ellos "siete Ferraris, cinco Bentleys, cuatro Rolls Royces, dos Lamborghinis, dos Maybachs, dos Mercedes, dos Porsches, un Aston-Martin y un Bugatti, con un valor asegurado colectivo de 9,5 millones de dólares." Como había "demasiados coches para guardar en la finca", alquiló una plaza de garaje en el Petersen Automotive Museum en Wilshire Boulevard. En 2012, según la revista Time, su flota de coches incluía un Ferrari 2011 valorado en medio millón de dólares.
Teodorín también posee una costosa colección de recuerdos de Michael Jackson. En un momento dado, se embarcó en "una juerga de 3,2 millones de dólares en artículos de Jackson. Pagó 275.000 dólares por uno de los guantes blancos cubiertos de cristal del cantante y 80.000 dólares por un par de calcetines cubiertos de cristal. También gastó 245.000 dólares en una pelota de baloncesto firmada por Jackson y el jugador de baloncesto Michael Jordan." Un informe identifica el "guante blanco con incrustaciones de cristales" como usado en la gira Bad de Jackson. Teodorín también era dueño de la chaqueta de cuero roja que Jackson usó en su video de "Thriller".
En 2005, Teodorín intentó sin éxito que una empresa petrolera estadounidense, Ocean Energy, le comprara un avión Gulfstream de 40 millones de dólares. El año siguiente gastó 30 millones de dólares por adelantado en un jet privado Gulfstream GV. Compró el avión a través de una empresa fantasma registrada en las Islas Vírgenes Británicas llamada Ebony Shine International, Ltd. Una vez lo envió de Río a Los Ángeles para buscar a su barbero. "En un período de seis semanas en 2006", informó The New York Times en 2009, Teodorín había "transferido 33.799.799,99 dólares a los Estados Unidos". ... que se utilizó para comprar" el avión. En octubre de 2012, se creía que su avión privado "estaba en Guinea Ecuatorial, pero los funcionarios estadounidenses dijeron que intentarían confiscarlo si alguna vez aterrizaba en otro país".
En tan solo un mes, invirtió una suma de 80.000 dólares en prendas de la reconocida marca Gucci, además de otros 50.000 dólares en ropa de diseñador de Dolce & Gabbana. La marca Dolce & Gabbana, consciente de su preferencia por sus productos, enviaba regularmente a un asociado de ventas y a un sastre a su finca con una selección de mercancías para que pudiera examinarlas. Incluso, cerraban su sala de exposición del segundo piso exclusivamente cuando sus amigas ingresaban para realizar sus compras. Una de sus amigas, por ejemplo, logró acumular alrededor de 80.000 dólares en compras, incluyendo vestidos de colores bronce y rojo que tenían un costo cercano a los 7.000 dólares cada uno.
En el mes de junio de 2005, adquirió dos embarcaciones rápidas de 50 pies por un valor de 2 millones de dólares y envió una de ellas a Hawái con el propósito de utilizarla allí. En el año 2008, solicitó a una compañía alemana que diseñara un 'megayate' valuado en 380 millones de dólares, casi tres veces más de lo que Guinea Ecuatorial destina a salud y educación en un año. Sin embargo, una vez que el plan se hizo público, Guinea Ecuatorial anunció que no llevaría a cabo la compra.

#### Actividades en Francia
A finales de 2010, Teodorín despachó su conjunto de vehículos deportivos y motocicletas valuado en 400.000 dólares desde Los Ángeles hacia Francia.
Residió temporalmente en un hotel parisino ubicado cerca de la Avenida de los Campos Elíseos; en una ocasión, adquirió más de 30 trajes en la capital francesa. En 2012, era propietario de "una mansión de cinco pisos en la elegante Avenida Foch de París", donde había "guardado 11 coches de lujo, incluidos un Maserati y un Aston Martin, hasta que la policía francesa los confiscó" a finales de 2011 o principios de 2012. Sus vecinos de la avenida Foch describieron "cómo un desfile de sastres de las principales casas de moda de Francia llegaba regularmente a la casa mientras Teodorin estaba allí".

#### Actividades en Sudáfrica
En el año 2004, adquirió dos residencias en Ciudad del Cabo por un valor total de 7 millones de dólares y también invirtió aproximadamente 1,45 millones de dólares en tres vehículos. George Ehlers, dueño de una empresa constructora sudafricana que afirmó que el gobierno de Guinea Ecuatorial le adeudaba casi 7,8 millones de dólares, intentó recuperar la deuda asegurándose la propiedad de las dos mansiones. En el año 2006, obtuvo una orden de embargo por parte del Tribunal Superior de Ciudad del Cabo. Sin embargo, en una declaración jurada ante el tribunal, Teodorín afirmó que las casas le pertenecían a él y no a su gobierno, y explicó que podía permitirse adquirirlas debido a que "los ministros del gabinete y los funcionarios públicos de Guinea Ecuatorial están autorizados por ley a tener deudas con empresas que, en colaboración con una empresa extranjera, pueden presentar propuestas para contratos gubernamentales y, si la empresa tiene éxito, el porcentaje del costo total del contrato que recibirá dependerá de los términos negociados entre las partes".

#### Actividades en Guinea Ecuatorial
La mansión en Malabo, capital de Guinea Ecuatorial, fue construida por la empresa de ingeniería francesa Bouygues, como un regalo para Teodorín. También ordenó a empresas extranjeras que instalaran techos de tejas de zinc en miles de hogares pobres de Guinea Ecuatorial en un momento en que tenía un "interés financiero sustancial" en la industria de los techos de zinc.

#### Otras actividades de Teodorín
Al parecer, Teodorín también compró una casa en Buenos Aires.

### Otros miembros de la familia
Las otras tres esposas de Obiang también tienen puestos en el gobierno. María Verminia Buckanan García se desempeña como asesora técnica en el ministerio de educación. Shaw tiene un puesto en administración técnica y Elema está en el Ministerio de Agricultura.
Otros integrantes de la familia que ostentan importantes posiciones en el gobierno son el hermano de Obiang, Antonio Mba Nguema, quien asumió el cargo de ministro de Defensa en abril de 2015, y su sobrino Baltasar Engonga, quien se desempeña como jefe de integración regional.

## Efectos
Guinea Ecuatorial es considerada rica según los estándares africanos, con un PIB que suele superar a las naciones africanas vecinas, en la mayoría de los casos en más del 300 por ciento, y que ha crecido de forma constante en los últimos años. De hecho, su PIB per cápita ahora supera al de Brasil o Bosnia y Herzegovina. Sin embargo, debido al desvío masivo de fondos del tesoro nacional hacia las cuentas bancarias del grupo Nguema/Mongomo, la población de Guinea Ecuatorial vive en una pobreza desesperada, y más del 60% gana menos de 1 dólar al día. La esperanza de vida es inferior a 50 años, el 57% de la población carece de agua potable, el 47% carece de fontanería segura y el nivel de atención médica es primitivo. El país tiene la cuarta tasa de mortalidad infantil más alta del mundo. Muchos de estos indicadores han empeorado en los últimos años. Un informe del PNUD de 2009 encontró que la diferencia entre el PIB per cápita de Guinea Ecuatorial y su IDH (Índice de Desarrollo Humano) era la más alta del mundo, lo que implica que Guinea Ecuatorial es el país peor gobernado del planeta.

## Esfuerzos anticorrupción
De acuerdo con Transparencia Internacional, la corrupción en Guinea Ecuatorial está clasificada como una de las más altas del mundo, situándose en el 1% más bajo. Además, los habitantes del país perciben que numerosas autoridades públicas actúan en beneficio propio. Transparencia Internacional también clasificó el imperio de la ley del país en el 9% más bajo entre las naciones.

### EG Justicia
En Guinea Ecuatorial no hay ninguna organización de derechos humanos ni grupo anticorrupción. EG Justice, un grupo de derechos humanos que se enfoca en estos temas en el país, tiene su base en el extranjero. Tutu Alicante, su director ejecutivo, reside en el exilio en Estados Unidos desde los 19 años y caracteriza a su nación como poseedora de dos realidades distintas. A pesar de tener el PIB per cápita más alto, también presenta la mayor disparidad entre ricos y pobres. A pesar de ser "sobre el papel el país más rico del continente en términos per cápita, a la par de muchas naciones europeas", dijo a The Guardian en 2014, Guinea Ecuatorial tiene "una de las disparidades de ingresos y niveles de vida más altas". . ... La renta per cápita debería permitir a las personas tener el mismo acceso a la atención sanitaria, etc., que la mayoría de los países europeos. Luego nos fijamos en las tasas de acceso al agua, acceso a atención sanitaria adecuada, acceso a la educación, mortalidad infantil, mortalidad materna, y vemos que estamos básicamente donde está la República Democrática del Congo, donde está Haití. La brecha entre los ingresos y el acceso a las necesidades y derechos básicos es astronómica." La razón de la ausencia de grupos de derechos humanos o anticorrupción, ha explicado, es que el país es pequeño, y cualquier institución, como una iglesia, "que el gobierno considera suficientemente poderosa es inmediatamente cooptada" o "completamente socavada". Además, no hay sindicatos y cualquier reunión de más de cinco personas requiere un permiso del gobierno.
Cuando la Confederación Africana de Fútbol (CAF) le concedió a Guinea Ecuatorial los derechos para ser sede de la Copa Africana de Naciones (AFCON) en 2015, Alicante expresó su descontento. "En un momento en el que Guinea Ecuatorial necesita urgentemente hacer la transición de la dictadura a la democracia, y en un momento en el que nosotros, tanto en Guinea Ecuatorial como en otros lugares, deberíamos estar preocupados por las reformas políticas y económicas que transformarían las riquezas de nuestras naciones en desarrollo económico sostenible para todos, es lamentable ver a la CAF y otras instituciones actuando en complicidad con el gobierno de Guinea Ecuatorial para fortalecer la corrupción y el mal gobierno", afirmó.

### Investigaciones estadounidenses
A pesar de que la legislación de Estados Unidos prohíbe que los funcionarios extranjeros involucrados en actos de corrupción y sus familias reciban visas, funcionarios del Departamento de Estado de dicho país informaron al New York Times en 2009 que la estrecha relación entre Guinea Ecuatorial y la industria petrolera estadounidense había llevado a una aplicación poco rigurosa de la ley en el caso de Teodorín. John Bennett, ex embajador de Estados Unidos en Guinea Ecuatorial, afirmó que las autoridades estadounidenses habían ignorado deliberadamente la corrupción y la represión de Obiang debido a la dependencia del país en cuanto a recursos naturales. En su discurso en el Congreso el 26 de septiembre de 2006, el senador Carl Levin atribuyó la responsabilidad del fracaso de Estados Unidos en tomar medidas contra la corrupción oficial flagrante en Guinea Ecuatorial a los estrechos lazos entre la industria petrolera estadounidense y los líderes de dicho país.
En 2004, el Departamento de Justicia de Estados Unidos (DOJ) y el Comité Permanente de Investigaciones del Senado iniciaron una investigación sobre las finanzas de la familia Obiang. El comité del Senado llegó a la conclusión de que Teodorin Obiang había utilizado empresas ficticias para evadir las leyes contra el lavado de dinero, canalizando más de 100 millones de dólares a instituciones financieras estadounidenses. Además, se descubrió que el Banco Riggs en Washington D. C., había abierto múltiples cuentas para Obiang y había colaborado en el ocultamiento de su riqueza en empresas ficticias extraterritoriales. Como resultado de estas acciones, el banco fue finalmente sancionado y multado, tanto por estas transacciones como por operaciones similares realizadas en nombre del dictador chileno Augusto Pinochet. Además, el comité del Senado concluyó que el Banco Riggs había ignorado las pruebas que sugerían que había manejado el producto de prácticas extranjeras corruptas. Después de que Estados Unidos multara al Riggs Bank por sus tratos con Obiang, al banco se le permitió mantener su cuenta abierta, aunque los fondos fueron transferidos poco después a cuentas en el Banco Santander y otras instituciones a nombre de Kalumga Company.
En tres casos civiles, el primero de los cuales se presentó en 2011, el Departamento de Justicia de Estados Unidos acusó a Teodorín, cuyo salario anual oficial es de aproximadamente 100.000 dólares, de adquirir una extensa lista de artículos costosos con fondos sustraídos de Guinea Ecuatorial. Un ex empleado de Teodorín informó a los investigadores que Teodorín solía viajar con maletas con ruedas Louis Vuitton llenas a veces de un millón de dólares en efectivo. En un acuerdo de octubre de 2014, presentado en un tribunal de distrito de Los Ángeles, Teodorín entregó al gobierno estadounidense menos de la mitad de lo solicitado, incluyendo su mansión en Malibú, un Ferrari y "seis estatuas de Michael Jackson de tamaño natural". A cambio, se le permitió conservar su avión, un barco y el resto de su colección de recuerdos de Michael Jackson. La agencia acordó no investigar la "supuesta retirada de recuerdos de Michael Jackson de Estados Unidos por parte de Teodorín durante el caso civil".
Los funcionarios afirmaron que el acuerdo con Teodorin demostraba la efectividad de la Iniciativa de Recuperación de Activos de la Cleptocracia del Departamento de Justicia. Esta iniciativa, bajo cuyos auspicios se había llevado a cabo la investigación sobre Teodorin, se ha convertido en un elemento disuasorio clave para los cleptócratas extranjeros. "Estos casos envían un mensaje contundente de que si traen sus activos a nuestro país, si adquieren bienes inmuebles aquí, los encontraremos y los confiscaremos", declaró Leslie Caldwell, fiscal general adjunto de Estados Unidos en aquel entonces, quien encabezaba la división penal del Departamento de Justicia. El acuerdo de 2014 no afectó la capacidad de Teodorín de ingresar a Estados Unidos, de la que siguió disfrutando debido a su inmunidad diplomática.
La pesquisa realizada por el Departamento de Justicia sobre la familia Obiang también contó con la participación del Servicio de Inmigración y Control de Aduanas (ICE) y el Grupo de Investigaciones de Corrupción Extranjera (FCIG) de la Investigación de Seguridad Nacional (HSI), así como el Grupo de Identificación y Remoción de Activos de HSI en Miami. Las indagaciones se llevaron a cabo en Roma, Madrid, Londres y París. La acción de Teodorín fue la primera iniciada por el Departamento de Justicia contra un funcionario en funciones de un gobierno extranjero.

### Investigaciones francesas
En el año 2007, la policía francesa encontró activos por decenas de millones de dólares que estaban en posesión de la familia Obiang, entre los cuales se incluían varios automóviles de lujo propiedad de Teodorin con un valor total de 6,3 millones de dólares. En 2010, un juez francés determinó que un caso de corrupción relacionado, presentado por organizaciones de derechos humanos en contra de los Obiang y otras familias gobernantes africanas, podía proseguir con investigaciones y audiencias. El gobierno francés acusó a Teodorín de blanqueo de dinero y se apoderó de su enorme mansión multimillonaria en París y de su flota de coches de lujo.
El 13 de julio de 2012, las autoridades francesas emitieron una orden de detención contra Teodorín debido a su ausencia en una investigación francesa sobre lavado de dinero, en la cual se le requería responder preguntas acerca de sus gastos millonarios, a pesar de que se suponía que solo percibía un modesto salario gubernamental. En septiembre de 2012, Guinea Ecuatorial presentó una demanda contra Francia ante la Corte Penal Internacional. Esto ocurrió después de que la policía francesa llevara a cabo un registro en una mansión en París, propiedad de Teodorin, donde se encontraron artículos de lujo valorados en millones de euros. La denuncia solicitaba a la CPI que impidiera a Francia interferir en los asuntos internos de Guinea Ecuatorial y que ordenara a Francia detener las acciones legales contra los representantes del país africano.

### Investigaciones españolas
En el año 2008, la Asociación Pro Derechos Humanos de España interpuso una querella penal en España contra el gobierno de Guinea Ecuatorial por el delito de lavado de dinero. La denuncia mencionaba transferencias de fondos por un valor superior a los 26 millones de dólares, realizadas desde el Banco Riggs hacia el Banco Santander en Madrid, durante el periodo comprendido entre los años 2000 y 2003. En dicha denuncia se señalaban a once personas, entre las cuales se encontraban Obiang, su hijo Gabriel Nguema Lima, su nuera Virginia Esther Maye, su cuñado Teodoro Biyogo, Elena Mensa, la ministra de Asuntos Exteriores Pastor Mincha, la esposa de Mincha, Magdalena Ayang, y el exministro de Minas Anastasio Ela. En 2011, un tribunal español estaba investigando estos cargos de blanqueo de dinero, así como el cargo de que el dinero se había utilizado para comprar casas y chalets de lujo principalmente en Madrid y las Canarias.

### Investigaciones italianas
Los representantes italianos también declararon que un empresario italiano que mantenía relaciones comerciales con Teodorín Obiang falleció en un accidente aéreo en Guinea Ecuatorial bajo circunstancias sospechosas.

## Blanqueo
Para contrarrestar la información sobre la corrupción en Guinea Ecuatorial, Obiang contrata a lobistas y expertos en relaciones públicas estadounidenses, en particular a Lanny Davis, exasesor del presidente estadounidense Bill Clinton. A fecha de 2011, Davis ganaba 1 millón de dólares al año gracias a Obiang.